# Lanark and Hamilton East (circonscription du Parlement britannique)
Lanark and Hamilton East est une circonscription électorale britannique située en Écosse.